# Всемирная выставка (1867)
Всеми́рная вы́ставка (фр. Exposition universelle d’Art et d’industrie) проходила с 1 апреля по 3 ноября 1867 года в Париже на Марсовом поле (заняв 66,8 га). Выставку посетило около 9 миллионов человек, в том числе целый ряд высокопоставленных и правящих особ, среди которых был и российский император Александр II, на которого в ходе её мероприятий было совершено покушение. Выставка выделялась своей обширной культурной программой, с ней связано создание и премьера нескольких произведений искусства получивших международное признание. Благодаря этой и последующим выставкам Париж на несколько десятилетий стал основным и наиболее известным местом проведения международных выставок.

## История

### История возникновения международных выставок
Прообразом Всемирных выставок были выставки, которые зародились в Европе ещё в XVIII веке в форме различных экспозиций, представленных в аристократических салонах. Целью подобных показов было представление различных художественных ценностей и поднятие престижа королевской власти. К таким показам, например, можно отнести выставку художественных произведений, проведённую в 1757 году во Франции. Первоначально на подобных выставках демонстрировались только произведения искусства, позже на них стали появляться и промышленные экспонаты и образцы.
В некоторых европейских центрах — Париже (1743), Дрездене (1765), Берлине (1786) — стали проводиться небольшие торговые выставки, где демонстрировались образцы местной промышленности. По распространённой точке зрения, впервые идею о проведении общенациональных выставок выдвинул в 1798 году министр внутренних дел Франции Франсуа де Нёфшато, а вскоре она была реализована правительством страны. Так, 19 сентября 1798 года на Марсовом поле была открыта выставка, которая продлилась пять дней и на которой 119 национальных промышленников и производителей в 58-ми деревянных витринах демонстрировали свою продукцию.
Следующие выставки 1801 и 1803 годов проходили в Лувре, а выставка 1806 года была проведена на площади перед Домом инвалидов. На ней в течение 24 дней было представлено 1462 предпринимателя, которые демонстрировали свою продукцию. По примеру Франции промышленные выставки стали организовываться и проводиться в других городах и странах Европы (Мюнхен — 1818 год, Берлин и Дрезден — 1824 год, Санкт-Петербург — 1829 год и др.).
Появление Всемирных, или, как их ранее называли, Великих всемирных выставок, было исторически предопределено и вызвано бурным развитием промышленности к середине XIX века, прежде всего в Англии, Франции и Германии. Проведение международных выставок также связано с Францией и возникло на базе развития и традициях проведения французских национальных выставок (до 1849 года их было проведено десять), кульминацией которых послужила Международная выставка 1844 года, которая имела значительный международный резонанс и произвела такое сильное впечатление, что некоторое время спустя начали регулярно проводить Континентальные выставки.
Первая всемирная выставка (Великая выставка промышленных работ всех народов) была проведена в лондонском Гайд-парке в 1851 году. Во Франции в XIX веке всемирные выставки проводились в 1855, 1867, 1878, 1889 и в 1900 годах. Начиная с Первой универсальной выставки 1855 года (Всемирная выставка трудов промышленности, сельского хозяйства и изящных искусств) и вплоть до конца 1930-х годов Париж стал основным и наиболее известным местом проведения международных выставок, задуманных как интернациональные конкурсы-демонстрации новейших достижений промышленности, науки, техники, культуры и искусства.

### Подготовка и проведение выставки

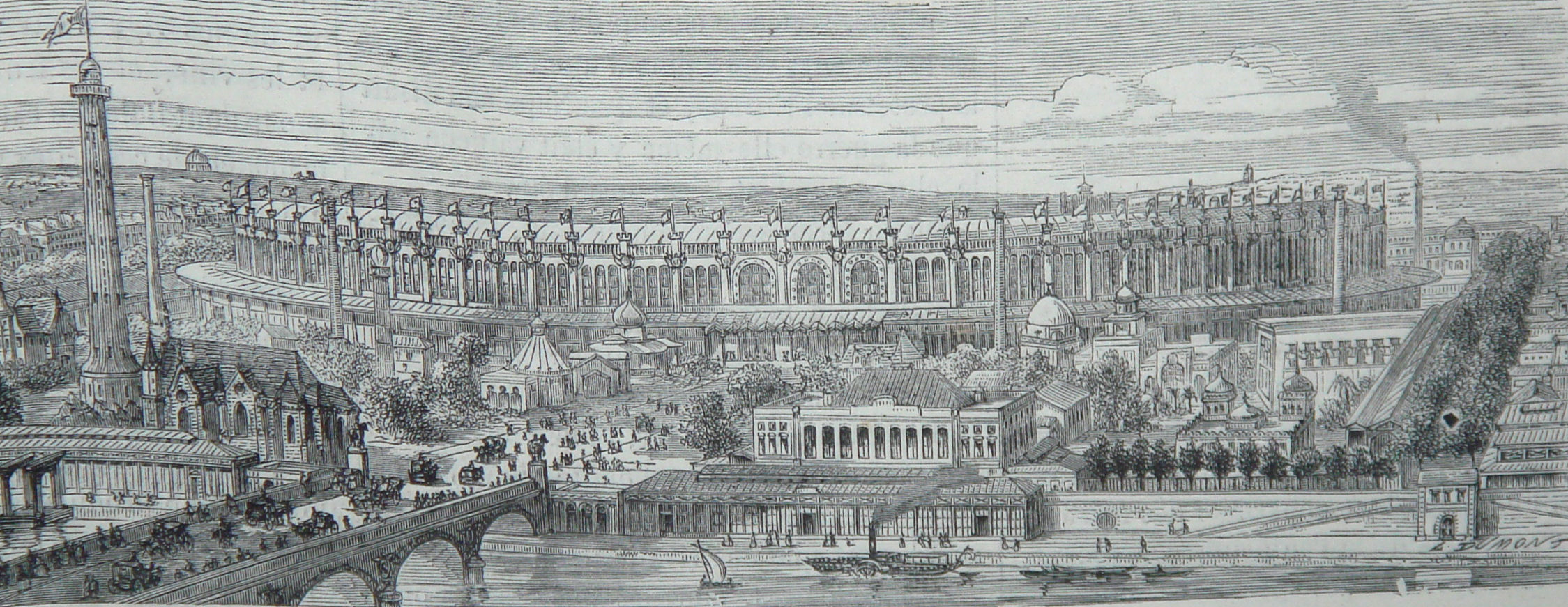
Всемирная выставка 1867 года

Историю подготовки и возникновения выставки относят к 1863 году, когда в своём декрете император Наполеон III официально призвал нацию провести очередную Всемирную выставку. Всемирные выставки обычно проводились под определённым девизом, который определял основную тему выставки. В качестве основополагающей идеи этой выставки была предложена мысль о том, что богатства природы должны служить всеобщей гармонии народов. Это была вторая Всемирная выставка, проводившаяся в Париже, и седьмая по счёту в мире. На ней была представлена 41 страна. Подготовка и проведение выставки широко обсуждались в прессе, в том числе и в США. Так, Марк Твен в своём романе «Простаки за границей» (1869) отмечал:
«Все ехали в Европу — я тоже ехал в Европу. Все ехали на знаменитую Парижскую выставку — я тоже ехал на знаменитую Парижскую выставку. В те дни пароходные линии вывозили из различных портов Соединенных Штатов в общей сложности около пяти тысяч американцев в неделю. Если за этот месяц мне и довелось встретить десяток знакомых, не уезжающих на днях в Европу, то у меня об этом не сохранилось ясных воспоминаний».
Один из очевидцев подготовки к выставке писал о поражающих воображение сроках и масштабах проведённых работ:
«В течение нескольких месяцев, каменистая, неровная и пустынная местность вдруг преобразилась в цветущий прекрасный оазис. Явились ручьи, пруды, прекрасные старые деревья, редкие цветы, каскады, яркая зелень, громадное здание самой выставки и, по крайней мере, ещё сорок других построек, более или менее замечательных в архитектурном отношении. От прежнего Марсова поля ничего не осталось под искусною рукою г. Барилле, главного распорядителя всех сооружений».
Выдающиеся писатели Франции, среди которых можно назвать Виктора Гюго, Теофиля Готье, Александра Дюма (сына), Эрнеста Ренана, Шарля Огюстена де Сент-Бева, были привлечены к освещению выставки и созданию путеводителя «Paris-Guide» по столице новой Всемирной выставки. На основе предисловия к этому своеобразному путеводителю и в связи с тем, что Гюго существенно дополнил и расширил его, превысив первоначально намеченный объём, он создал исторический очерк «Париж», который в итоге пришлось издать отдельной брошюрой в виде приложения к этому гиду.
Не все во Франции воспринимали выставку так однозначно оптимистично и в положительном свете. Так, братья Гонкур в своём «Дневнике» 16 января 1867 года пророчески отмечали и её негативные аспекты для культуры: «Всемирная выставка — последний удар по существующему: американизация Франции, промышленность, заслоняющая искусство, паровая молотилка, оттесняющая картину, ночные горшки в крытых помещениях и статуи, выставленные наружу, словом, Федерация Материи».
Эмиль Золя в своём романе «Деньги» (фр. L’Argent, 1891) из цикла романов «Ругон-Маккары» описывал открытие выставки следующим образом:
«Всемирная выставка 1867 года открылась первого апреля с небывалым триумфом, среди непрерывных празднеств. Начался самый блестящий период Империи, период разнообразнейших увеселений, превративших Париж во всемирную гостиницу, разукрашенную флагами, полную музыки и песен, гостиницу, в каждом уголке которой чревоугодничали и предавались разврату. Никогда ещё ни одно царствование в апогее своей славы не созывало народы на такое грандиозное пиршество. К сверкающему огнями Тюильри со всех концов земного шара направлялась в сказочном апофеозе длинная вереница императоров, королей и князей».
Валентин Пикуль в своём историческом романе «Битва железных канцлеров» (1977) характеризовал выставку и царившую на ней атмосферу таким образом: «…вавилонское столпотворение приезжих, битком набитые отели; лошади с трудом влекли переполненные омнибусы, извозчики стали королями положения; удушливая теснотища на бульварах; по Сене жужжали специально построенные пароходы-мухи (Mouhses), — всё двигалось и спешило на Марсово поле, где раскинулась шумная „ярмарка тщеславия“ человеческого».
Среди царственных особ и представителей высшего общества, которые побывали на выставке, были следующие лица: королеву-консорт Португалии Мария Пиа Савойская, будущий король Швеции и Норвегии Оскар II, король бельгийцев Леопольд II с женой Марией Генриеттой Габсбург-Лотарингской, император Александр II, султан Османской империи Абдул-Азиз, Принц Уэльский и будущий король Великобритании Эдуард VII, король Баварии Людвиг II, арабский эмир Абд аль-Кадир, сёгун Японии Токугава Ёсинобу, король Пруссии Вильгельм I, Отто фон Бисмарк. Марк Твен описывал встречу императора Франции и султана Османской империи во время проведения выставки следующим образом:
"Наполеон III — представитель высшей современной цивилизации, прогресса, культуры и утончённости; Абдул-Азиз — представитель нации, по своей природе и обычаям нечистоплотной, жестокой, невежественной, консервативной, суеверной, представитель правительства, тремя грациями которого являются Тирания, Алчность, Кровь. Здесь, в блестящем Париже, под величественной Триумфальной аркой, первое столетие встречается с девятнадцатым.
На выставке произошёл инцидент, имевший значительное международное и политическое значение: 25 мая император Александр II, возвращаясь с парада вместе с Наполеоном III и своими сыновьями, великими князьями Александром и Владимиром, подвергся покушению со стороны эмигранта и деятеля польского освободительного движения, Антона Березовского. Во время выезда с ипподрома Лоншан Березовский приблизился к экипажу и выстрелил в Александра Николаевича, но ему успели помешать, пули попали в лошадь, а поляка удалось схватить. Этот инцидент, произошедший на французской территории, называют в числе причин, воспрепятствовавших дальнейшему сближению Франции и России накануне франко-прусской войны.

### Культурная программа
Организаторы выставки обновили формат проведения выставки путём представления на ней широкой культурной программы. По несколько ироническим словам искусствоведа и критика В. В. Стасова, французы «выдвинули вперёд множество всяких затей internationales»: «здесь была и стрельба internationale в цель, и игра в шахматы internationale, и гонка судов internationale, и разные иные диковинки». Кроме того, на выставке значительное место занимала концертно-музыкальная часть, которую в целом Стасов оценивал невысоко. По его мнению, члены комиссии, видимо, решили, что в таком формате «всемирная выставка уже решительно становится похожа на собрание олимпийских игр: древняя Греция и Рим всегда ведь шевелятся в глубине всякого французского воображения».
Для придания выставке ещё более торжественного характера её устроители решили провести конкурс и исполнить соответствующие духу мероприятия гимн и кантату с соло, хорами и оркестром. Первый конкурс выявил лучшего автора текста: им стал семнадцатилетний Ромен Корню, одержавший победу над 222 конкурентами, представив текст под названием «Свадьба Прометея». Второй музыкальный конкурс на сочинение музыки на этот текст привлёк более сотни соревнующихся, а в последний тур вышли только четыре кантаты. Почётным президентом жюри был проживающий во Франции Джоаккино Россини, президентом — Даниэль Обер, в жюри входили Гектор Берлиоз, Джузеппе Верди, Амбруаз Тома, Фелисьен Давид, Шарль Гуно и др. Когда музыкальный конкурс, проходивший на условиях анонимности участников, был закончен и при присуждении премии вскрыли конверт с девизом из стихотворения Гюго, то выяснилось, что премию получил Камиль Сен-Санс (остальными участниками, которые вышли в финал, оказались Векерлен, Жюль Массне и Эрнест Гиро).
Однако несмотря на победу Сен-Санса, его кантата «Свадьба Прометея» (ор. 19), предварительно назначенная к исполнению на выставке 1 июля, была замещена «Гимном Наполеону III и его доблестному народу» на слова Эмильена Пачини, написанным Россини,— под теми предлогами, что звучность кантаты потеряется в огромном помещении Дворца промышленности, что произведение слишком длинно для данного мероприятия и нехваткой средств для музыкальной части выставки.
Гимн Россини для солистов, хора и оркестра был впервые исполнен 1 июля 1867 года в присутствии императора, императрицы Евгении и султана Османской империи Абдул-Азиза по случаю вручения наград и призов на выставке. В состав оркестра входило 800 инструменталистов (из них 600 было гражданских и 200 военных) и 400 хористов под руководством Жюля Коэна. По мнению Стасова, эта пьеса Россини оказалась «столько не гениальною, что никому не пришло в голову её и повторять». Сам же Россини называл своё сочинение «застольной музыкой».
Всего же на музыкальный конкурс на заданную тему «Гимн миру» прислали более 800 музыкальных произведений, а выступление хоральных обществ, по мнению Стасова, необходимо признать в целом малоудачным: «они пропели свои morceaux, получили какие следует награды и разошлись по домам, ни на кого не произведя никакого особенного впечатления». Кроме того, на выставке выступали военные оркестры из различных европейских стран.

## Павильоны
Инженер Жан-Батист Крантц и архитектор Леопольд Гарди (1829—1894) задействовали 26 000 работников, чтобы возвести овальный павильон (490 на 380 м) с сотнями маленьких павильонов.

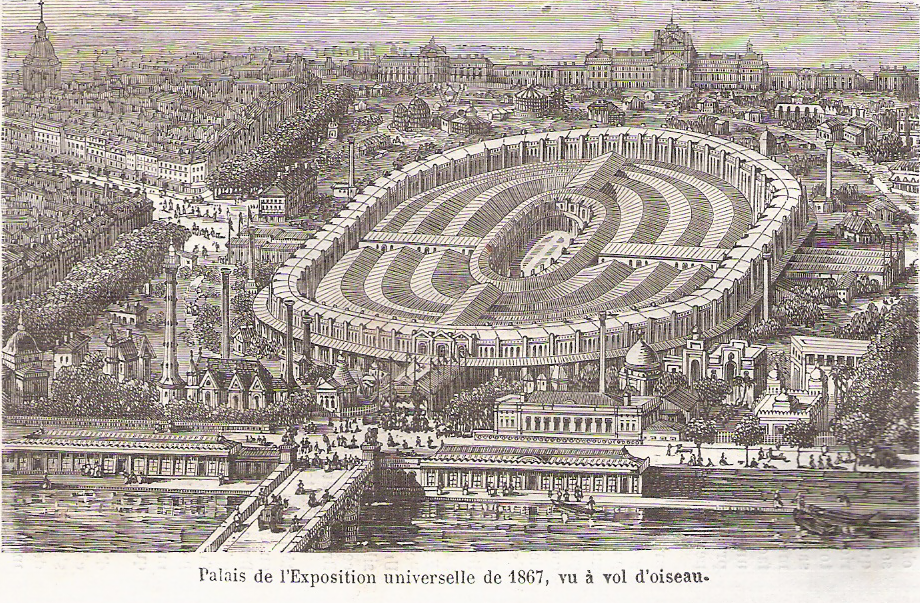
Панорама выставки

Главное здание, расположившееся на Марсовом поле, было построено из стекла и железа, в архитектурном плане имело вид эллипса размером 490 × 380 м и состояло из семи концентрических круговых галерей, каждая из которых была отведена для демонстрации экспонатов какого-либо большого тематического раздела, как то: Галерея машин, Мебель и моды, изящные искусства. Радиальные же проходы — так называемые улицы — конструктивно предназначались для разделения пространства здания на секторы, которые предназначались для размещения экспонатов какой-либо одной из стран-участниц. Экспонаты в каждом секторе намеренно располагали таким образом, что, обойдя выставочный дворец по кругу, посетитель видел тематически однородные экспонаты разных государств. Ширина галерей составляла в среднем 23 м, а максимальная высота — около 26 м.
Стасов сравнивал главное здание выставки с лондонским Хрустальным дворцом, построенным к Всемирной выставке 1851 года. Называя их яркими образцами современной архитектуры и отмечая, что французский павильон «носил черты не менее поразительные и самостоятельные», Стасов писал про него:
«Правда, этот дворец не был красив снаружи, и сам Наполеон III, несмотря на всё желание хвастаться созданною им выставкою, назвал это здание большим, некрасивым „газометром“. Но дворец выставки точно будто взял пример с восточных домов и построек; у них всегда гладкие, неприятные, пустынные стены на улицу — и бесконечные сокровища красоты и художества внутри, когда переступишь порог и войдешь внутрь этих угрюмых, печально вас сначала поразивших стен».
Особенно большое впечатление на русского критика и историка искусства производило внутреннее помещение дворца, его удобство и продуманность: «Ничто не может быть грандиознее входной залы, прорезавшей от портала и до самого сердца здание, концентрические кольца, одни в другие вдвинутые, из которых состоял план дворца», а также отдельные здания и павильоны «во всех стилях, во всех вкусах, какими был усеян парк вокруг главного здания, тоже представляли неслыханную, небывалую выставку архитектурной красоты и творчества».
Довольно критически настроенный к проведению международных выставок П. Д. Боборыкин всё же отмечал: «система распределения по нациям и по отделам была в этом „газовом заводе“ весьма удачная, гораздо больше помогавшая посетителю найти всё, что ему было нужно». Также Боборыкин отмечал, что вокруг главного здания были «потребительные заведения разных народов, попросту рестораны и кафе», в числе которых были представлены московские трактиры и чайные: «Купец Корещенко прославил себя на оба полушария. Его ресторан торговал бойко. И русских наезжало очень много в Париж; да и посетителей других национальностей влекло кулинарное и этнографическое любопытство. Во-первых — еда; во-вторых — цветные шёлковые рубашки московских половых; в-третьих — две „самоварницы“, в сарафанах и кокошниках. Из них Авдотья стала быстро очень популярной, особенно между французскими любителями женского пола».
Главный выставочный павильон из-за своей эллипсовидной формы и парка посредине был, по характеристике Боборыкина, похож на «блюдо заливного, обсыпанного зеленью». Также центральный павильон часто сравнивали с гигантским крабом и с газовым заводом. Ханс Христиан Андерсен, в своей сказке «Дриада» называя выставку «всемирным базаром», «фата-морганой», новым чудом света и боевой ареной мирного времени, писал:
«На бесплодном, песчаном Марсовом поле», — говорили одни, — «распустился роскошный цветок искусства и промышленности, гигантский подсолнечник, и по лепесткам его можно изучить географию, статистику и всякую механику, искусства и поэзию, познать величину и величие всех стран света!» «На Марсовом поле», — говорили другие, — «вырос сказочный цветок, пёстрый лотос, распустивший над песком свои зелёные листья, словно бархатные ковры; распустился он раннею весною, летом достигнет апогея своей красоты, а осенью ветер развеет его лепестки, и от него не останется и следа!».
Кроме главного дворца, возвели ещё 211 больших и малых павильонов. Начиная с этой выставки страны-участницы стали размещать свои экспозиции в специально построенных ими национальных павильонах. В 1867 году посетители смогли увидеть тирольскую деревню, русскую избу, египетский караван-сарай, восточный минарет, турецкие бани, китайский театр, английский коттедж, американское ранчо, голландскую ферму, японский киоск и реконструкцию римских катакомб.
Густав Эйфель разработал стеклянную «Галерею станков» (фр. Palais des machines), функционировавшую также на Всемирных выставках в Париже в 1867, 1878 и 1889 годах.
На отдельной территории, на островах Бийянкур и Сеген (ниже по течению Сены), располагалась сельскохозяйственная часть выставки.
Наибольшую площадь в главном павильоне занимала экспозиция из Франции и её колоний — 63,5 тыс. м², Англия — 21 тыс. м², Пруссия — 12,7 тыс. м², Австрия — 8,3 тыс. м², США — 2,8 тыс. м² и Российская империя — 2,9 тыс. м².
Для освещения выставки применялись около 10 тыс. газовых светильников со стеклянными белыми колпаками. С этой целью от парижского газового завода был проложен чугунный трубопровод и газоразводящая сеть длиной 11 км. Общественный порядок на территории выставки обеспечивали 740 гвардейцев и полицейских.

## Выставка и экспонаты

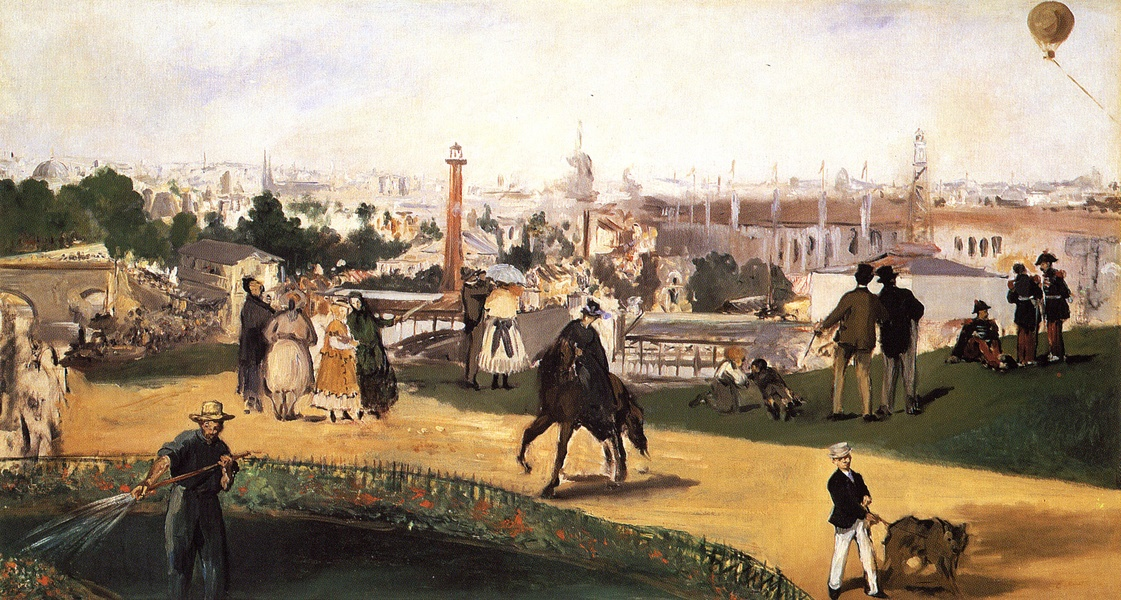
Всемирная выставка на полотне Эдуара Мане

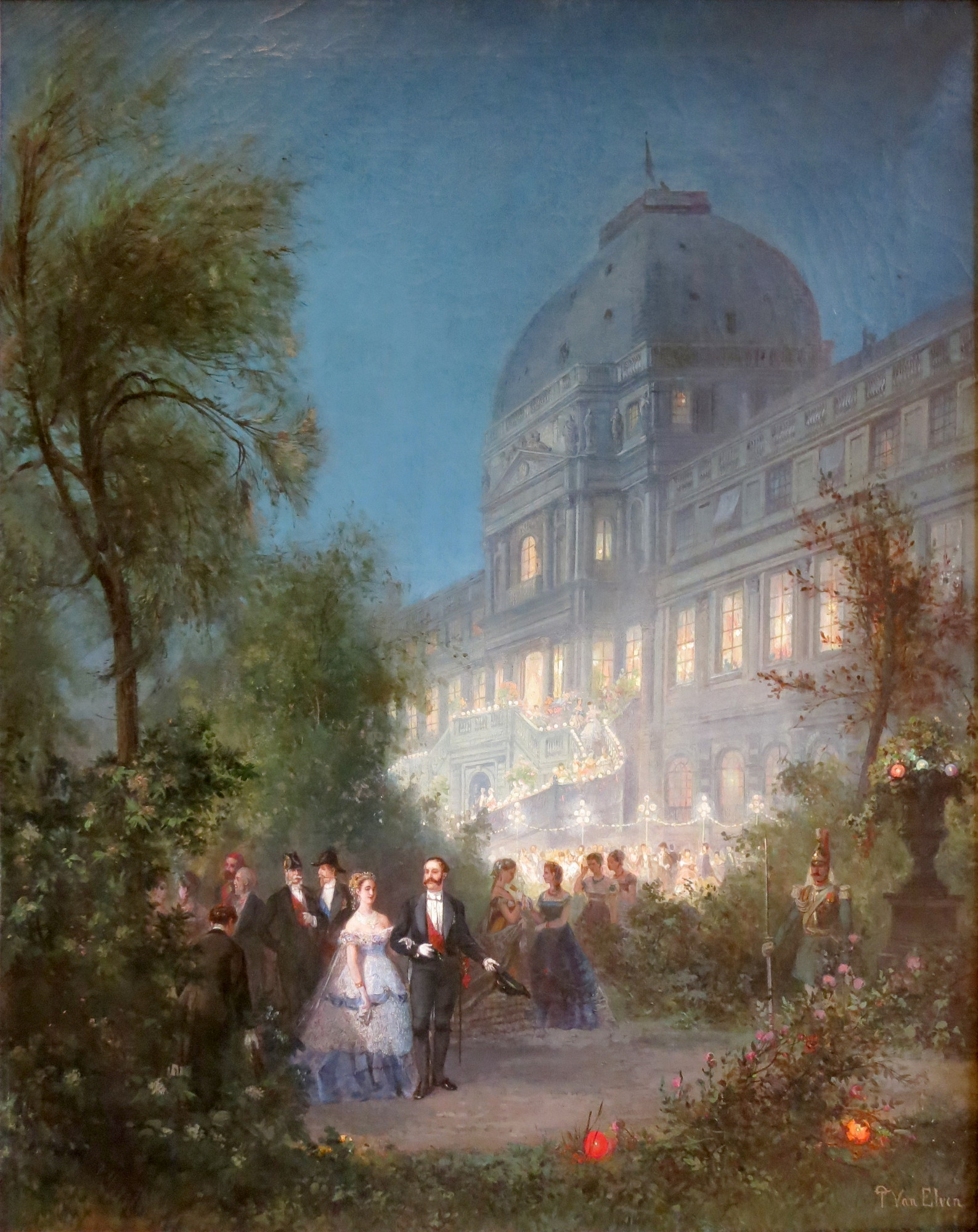
Император Александр II и императрица Евгения на празднике в честь иностранных правителей 10 июня 1867 года.

Выставку по традиции открывал семиметровый хрустальный фонтан французской фирмы Баккара.
Выставка состояла из 10 групп, разделённых на 95 классов. Из около 50 тыс. экспонатов выставки более 11,5 тыс. представляли Францию и её колонии. Англия послала почти 3,4 тыс. своих экспонатов, Пруссия — 2,2 тыс., Россия — около 1,3 тыс..

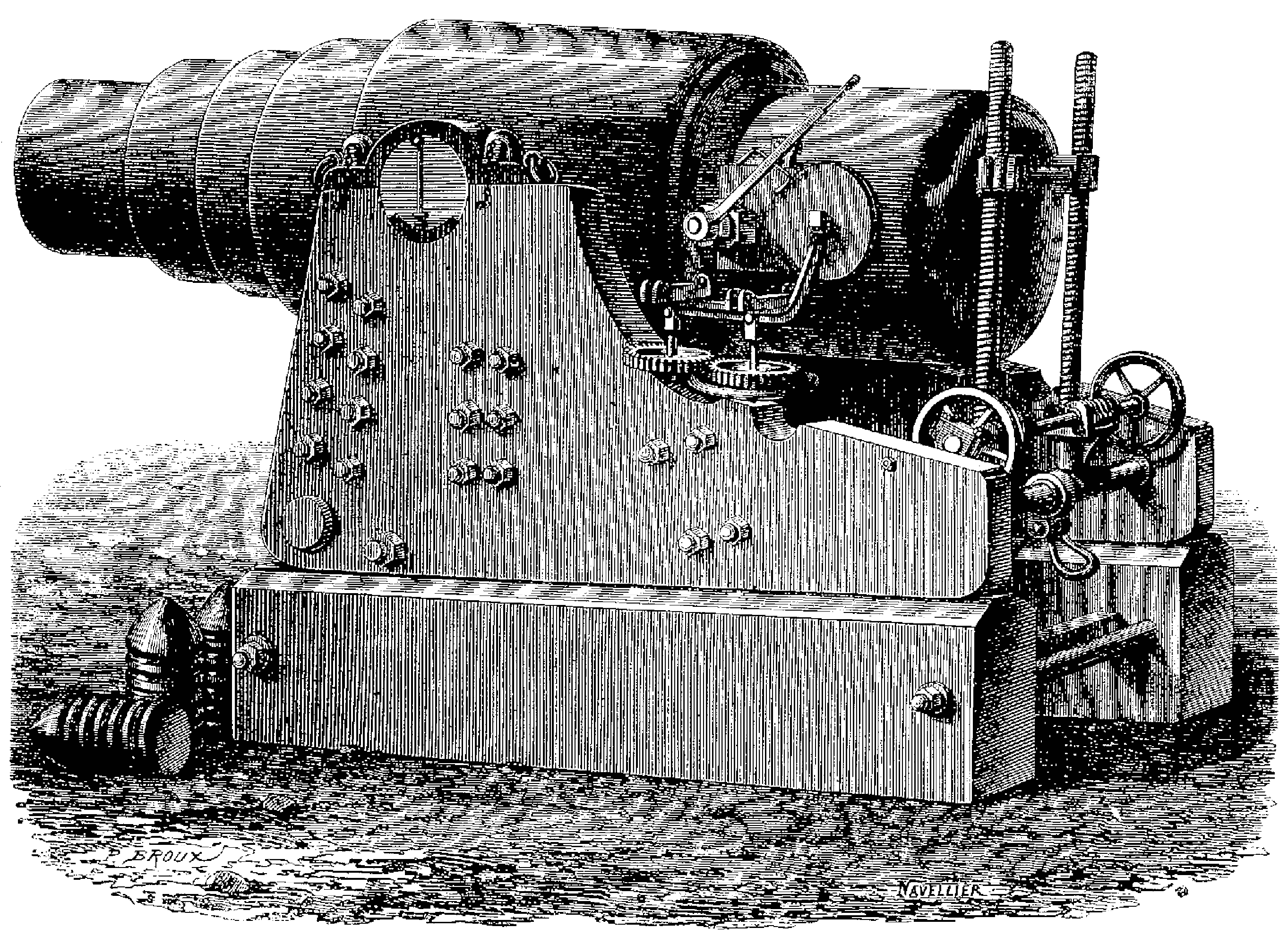
Береговая короткая пушка Круппа весом около 1000 фунтов, позднее подаренная Александру II и принятая на вооружение Кронштадтской крепости как 14-дюймовка обр. 1867 г.

52 200 участников из 42 стран представили множество технических новинок, свидетельствовавших о новом применении электричества, — телеграфный аппарат Хьюга, электрические фары, подводный кабель. Электрические изобретения вдохновили посетившего выставку Жюля Верна на написание «Двадцать тысяч льё под водой». Кроме этого романа, писатель упоминает выставку также в романе «Плавучий остров». Также были продемонстрированы гидравлический лифт, шарикоподшипники, железобетон, гидрохронометр, механическая тестомешалка и более совершенные земледельческие орудия. Золотой медали удостоились Николаус Отто и Ойген Ланген за изобретение поршневого аэродвигателя. На выставке была представлена очередная стальная болванка от компании Круппа весом в 38,4 т, которая была предназначена для выделки из неё вала пароходной машины и с одного конца была откована на 8 граней. Крупп выставил пушку, которая в рекламе представлялась как «монстр, какого ещё не видел свет» и имела следующие параметры: её ствол весил 50 т, а лафет — 40 т. На выставке прусскому промышленнику за неё присудили «Гран-при», а император Наполеон III даже пожаловал ему офицерский знак ордена Почётного легиона, а уже через три года во время франко-прусской войны, положившей конец империи, крупповская артиллерия будет обстреливать Париж. Также Пруссия представила образцовую гильотину, способную отрубать по 6—8 голов сразу.
Англия вновь демонстрировала металлургическую продукцию Г. Бессемера. На выставке Пьером Мартеном был представлен разработанный им в 1864 году мартеновский процесс, который по сравнению с бессемеровским был медленнее, но давал более качественную сталь и позволял переплавлять в неё не только чугун, но и железный лом. Мартен показал на выставке металлические изделия, выполненные по его методу: стальные листы, бандажи для паровозов, ружейные стволы, лафеты и фасонные отливки значительных размеров. Дополняя друг друга, эти два новых металлургических способа превратили литую сталь в дешёвый массовый материал: «от столовых приборов и шпилек для волос до быстроходных кораблей и каркасов для небоскребов». Альфред Крупп получил Гран-при за применение нового (бессемеровского) метода производства стали (сам Бессемер удостоился за своё изобретение золотой медали).
Отдельный павильон занимал макет судоходного Суэцкого канала, работы по сооружению которого были начаты Фердинандом Лессепсом и компанией Суэцкого канала в 1859 году и закончены через два года после проведения выставки. Интерес и восхищение публики вызвало небьющееся зеркало размером 7 на 4 м производства фирмы Сен-Гобен.
Официальным фотографом Всемирной выставки был назначен Пьер Пети. Среди известных посетителей также были Ханс Кристиан Андерсен, русский царь Александр II и баварский король Людвиг II.

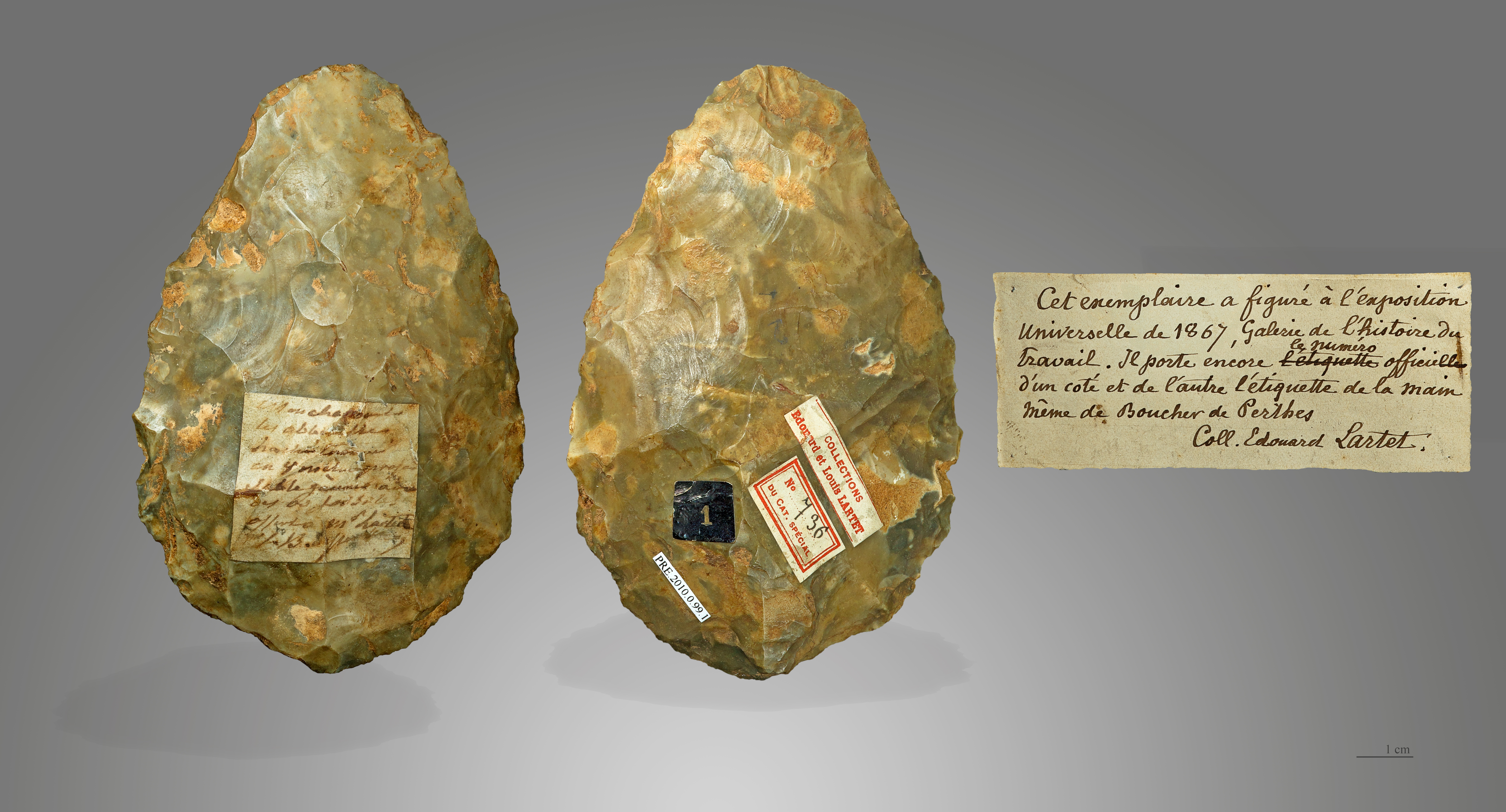
Каменный топор из Маншкур-лез-Абвиль, выставленный на парижской выставке 1867 года

В «Галерее научной истории» французский археолог Жак Буше де Перт продемонстрировал археологические находки: доисторические зубы и изделия, кремнёвые наконечники для копий из Дордони и топоры, найденные в долине Соммы. Особое внимание публика уделила витрине с образчиками доисторического искусства, в частности, изображению мамонта, вырезанному на куске бивня, которые нашли в пещере Ла-Мадлен.
Несмотря на сопротивление деятелей польской эмиграции в Париже и, в частности, князя Адама Ежи Чарторыйского и его окружения, картина «Рейтан — упадок Польши» была показана на выставке, получила золотую медаль. Картину для своей коллекции приобрёл император Австрии Франц Иосиф I.

### Представительство России на выставке
В качестве помощника генерального комиссара русского отдела от России на выставку был назначен Д. И. Менделеев. В марте 1867 года в составе комиссии по устройству русского павильона на выставке в Париже он выехал из России вместе со своим коллегой Н. Н. Зининым. Во время этой миссии он ознакомился с французской и европейской химической промышленностью. На выставке в качестве новинки был представлен тогда ещё малоизученный химический элемент уран, который экспонировался в виде кусков тяжёлого тёмного металла, своим видом напоминающего железо. Менделеев подержал кусок урана на ладони. Уран считался тогда металлом, имеющим небольшое практическое и научное значение, однако позже Менделеев пророчески писал про него: «Исследование урана, начиная с его природных источников, поведёт ещё ко многим открытиям, я смело рекомендую тем, кто ищет предметов для новых исследований, особо тщательно заниматься урановыми соединениями».
Своеобразный научный отчёт о парижской выставке Менделеев опубликовал в виде почти двухсотстраничной книги «О современном развитии некоторых химических производств в применении к России и по поводу Всемирной выставки 1867 года», в которой рассматривал европейские «произведения промышленности» в смысле «практического значения предметов по отношению к живым интересам России». Эта книга считается первой экономической работой русского естествоиспытателя. В этой работе Менделеев, характеризуя выставку, отмечал, что на ней «предметы искусств и этнографические занимали гораздо большее пространство, чем произведения промышленности», и писал по этому поводу следующее:
«Нельзя же считать за выставку промышленности, в обычном смысле этих слов, ни эти изящные, всюду рассеянные в парке, беседки, киоски, сельские домики, ни эти громадные оранжереи и акварии, которые видны в закрытом саду, ни эти мавританские, египетские и мексиканские дворцы, ни это множество кофейных и трактиров разных наций. От преобладания этих предметов выставка получила особый характер, какого не имела до сих пор ни одна выставка промышленности».
Далее, отмечая, что на этой выставке этнография и искусство получили преобладание, Менделеев писал: «Едва ли даже это не показывает направления к лучшему в деле промышленных выставок». Как указывает русский учёный, приоритетами выставки были: «Сперва этнография, потом изящные искусства, потом машины, ткани продукты металлургии и сельского хозяйства…» Также от России были командированы учёные Юлий Фрицше, Б. С. Якоби и Н. И. Кокшаров.
Русский отдел располагался в восьми галереях: первые две показывали предметы археологии и художественные произведения, остальные — изделия промышленности и земледелия. В русском отделе выставки демонстрировались многочисленные деревянные сооружения, среди которых значились: русская изба, конюшня для лошадей с Императорского конного завода, помещения для экипажей и конной сбруи, а также киргизская юрта, якутская ураса и справочная контора. Валентин Пикуль отмечал, что Россия впервые была так широко представлена на Всемирной выставке, но, не имея опыта в этом деле, «решила поразить Европу в область желудка». Он описывал российское представительство следующим образом:
«Русской науке и русским умельцам было чем похвастать на мировом рынке (у себя в Нижнем и хвастались!), но русский павильон в Париже по чиновной воле обратился в „обжорный ряд“. Правда, дело было налажено превосходно. Прислуживали расфранченные боярышни в жемчужных кокошниках, выступавшие будто павы, соколами порхали с палехскими подносами бедовые ребята-половые. Сюда ломилась толпа, дабы вкусить от русской кухни щей с кашей, расстегаев с кулебяками, окрошки и ботвиньи. Чёрную икру французы прозвали неприлично: cochonnerie russe, и, единожды попробовав паюсной, они тишком выплёвывали её под стол, говоря с возмущением: „Как русские могут переваривать такую мерзость?..“»
Всего же русский отдел насчитывал более 1300 предметов. Русские экспонаты в итоге получили 476 наград, в том числе два больших приза («Гран-При»): первый — академику Б. С. Якоби, второй — императору России за улучшение конских пород; медалей золотых было завоёвано — 21, серебряных — 93, бронзовых — 211; похвальных отзывов — 151, а также 26 памятных медалей по отделу археологии.

## Влияние
Во время выставки проводилась работа по унификации международной системы мер и весов. Здесь был организован и вёл свою деятельность международный Комитет мер, весов и монет. С докладом от имени Комитета выступил академик Б. С. Якоби, который в нём «показал, что метрическая система мер принадлежит к той же категории объектов, что машины и орудия, железные дороги, телеграфы, таблицы логарифмов, которые обеспечивают экономию труда и реальное увеличение общественного богатства».
Н. Н. Зинин по материалам выставки создал работу «Об анилиновых красках. Обзор Парижской всемирной выставки 1867 года», опубликованную в следующем году в Санкт-Петербурге. В этой брошюре, рассказывающей историю анилиновых красителей и технологию их производства, он, несмотря на успех и признание на выставке, ни разу не упомянул о себе как о первооткрывателе «реакции Зинина» и таким образом о том, «кому эта огромная отрасль промышленности была обязана своим появлением».
Стасов отмечал выдающуюся архитектуру выставки, которая в целом превосходила по своим качествам здания выставок, на которых он присутствовал. Так, по его словам, архитектура, представленная на венской Всемирной выставке 1873 года, «даже издалека не может равняться с французскою»: «Много потрачено было тоже и здесь труда, знания, умения, но недоставало только французской гениальности и французского изящного вкуса». Выставка в Париже и следующая выставка в 1873 году в Вене вывели экспозицию из одного центрального павильона, как это происходило до того, таким образом наметив тенденцию, реализованную уже в 1876 году в Филадельфии, — строительство специализированных павильонов, где демонстрировались экспонаты той или иной отрасли промышленности, что обозначило ещё один важный аспект международных выставок: «они всё в большей степени становились и смотром уникальных архитектурных сооружений, нередко представлявших собой яркие достижения инженерной мысли».

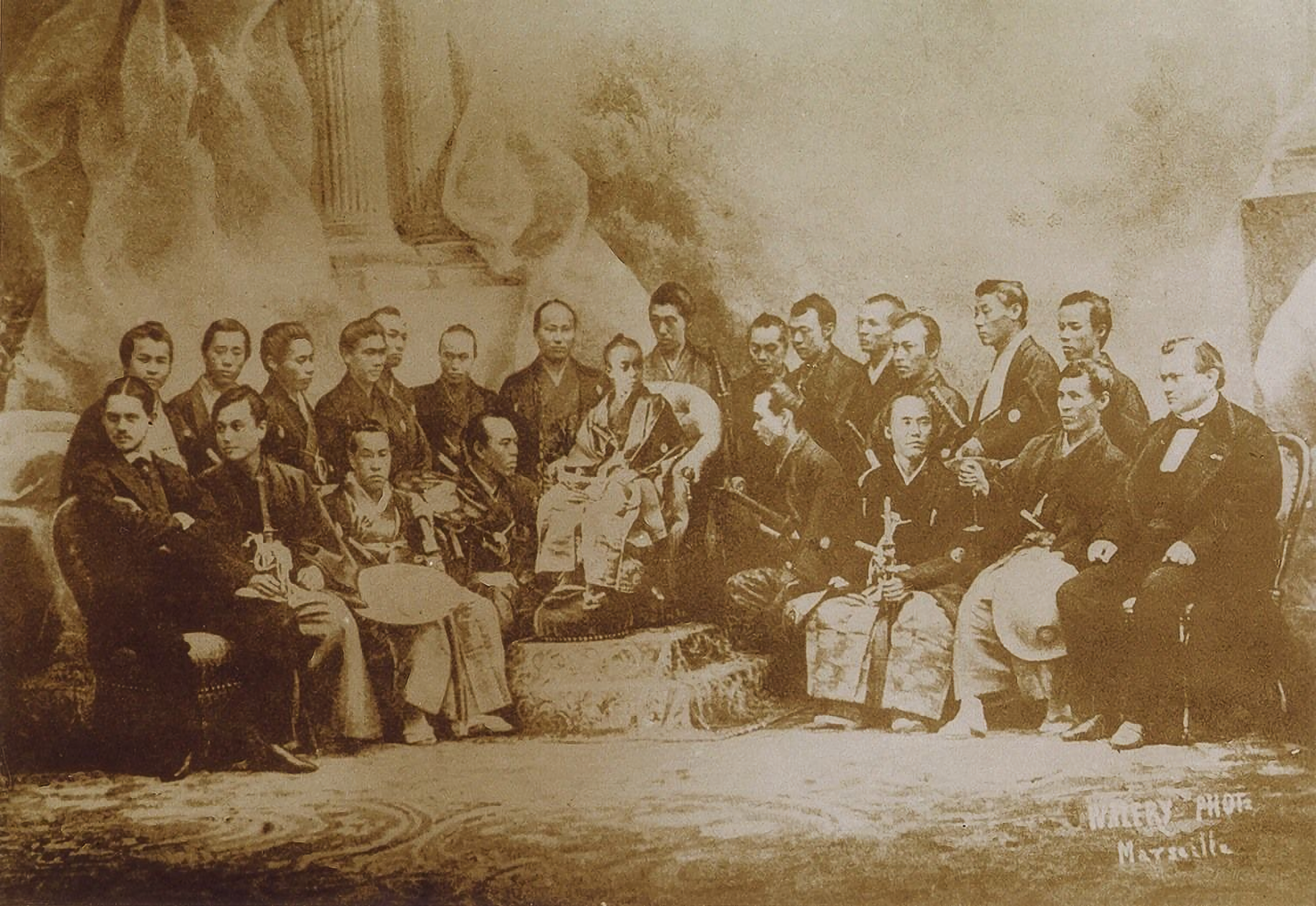
Японская делегация

Впервые в национальном павильоне была представлена японская культура, которая заворожила многих художников, в том числе Винсента Ван Гога.
Именно во время выставки впервые были пущены туристические лодки Бато-Муш (Bateaux Mouches) по Сене.
21 октября 1867 в Парижской национальной опере состоялась премьера балета «Корсар», посвящённая выставке. Жак Оффенбах создал оперетту «Великая герцогиня Герольштейнская» по либретто своих основных соавторов Анри Мельяка и Людовика Галеви, которая была поставлена в дни открытия выставки — 12 апреля 1867 года. Ханс Христиан Андерсен был поражён национальными павильонами и будущими технологическими изменениями, представленными на выставке, что отразилось в написанной им вскоре сказке «Дриада» (1868), которую писатель заканчивает следующими словами: «Всё это случилось в действительности. Мы сами были этому очевидцами во время всемирной парижской выставки 1867 г. Да, наше время — сказочное, диковинное время!».
Улица Rue de L’Exposition неподалёку от Марсова поля названа в честь этой выставки.
Виктор Гюго, отмечая, что встреча наций, подобная встрече 1867 года, — это, по своей сути, «великий мирный договор», писал о её значении:
«Что же до самой выставки 1867 года, того, как она осуществлена, — не нам об этом судить. Она — то, что она есть. Мы полагаем, что она великолепна; но с нас достаточно уже самой идеи. А какова идея и какой путь она прошла — об этом скажут цифры. В 1800 году на первой всемирной выставке было двести участников; в 1867 году — их сорок две тысячи двести семнадцать».

## Галерея

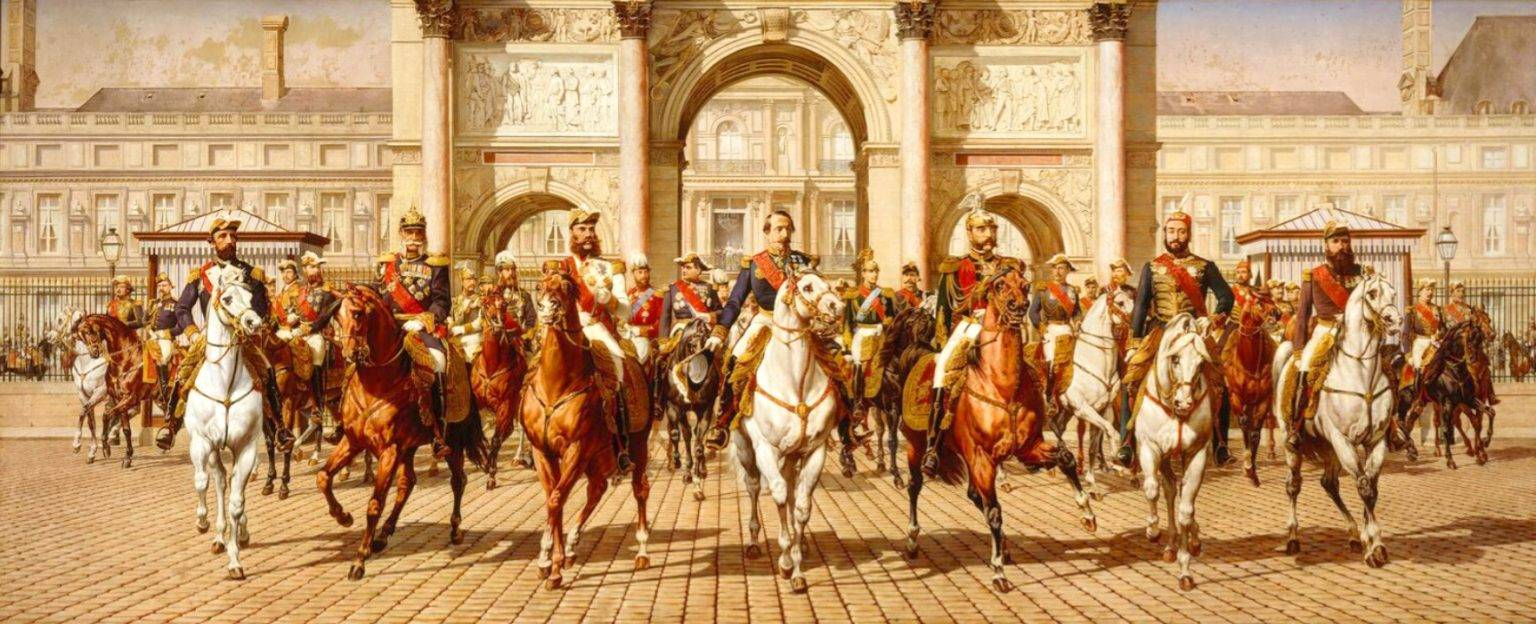
Монархи Европы на открытии выставки
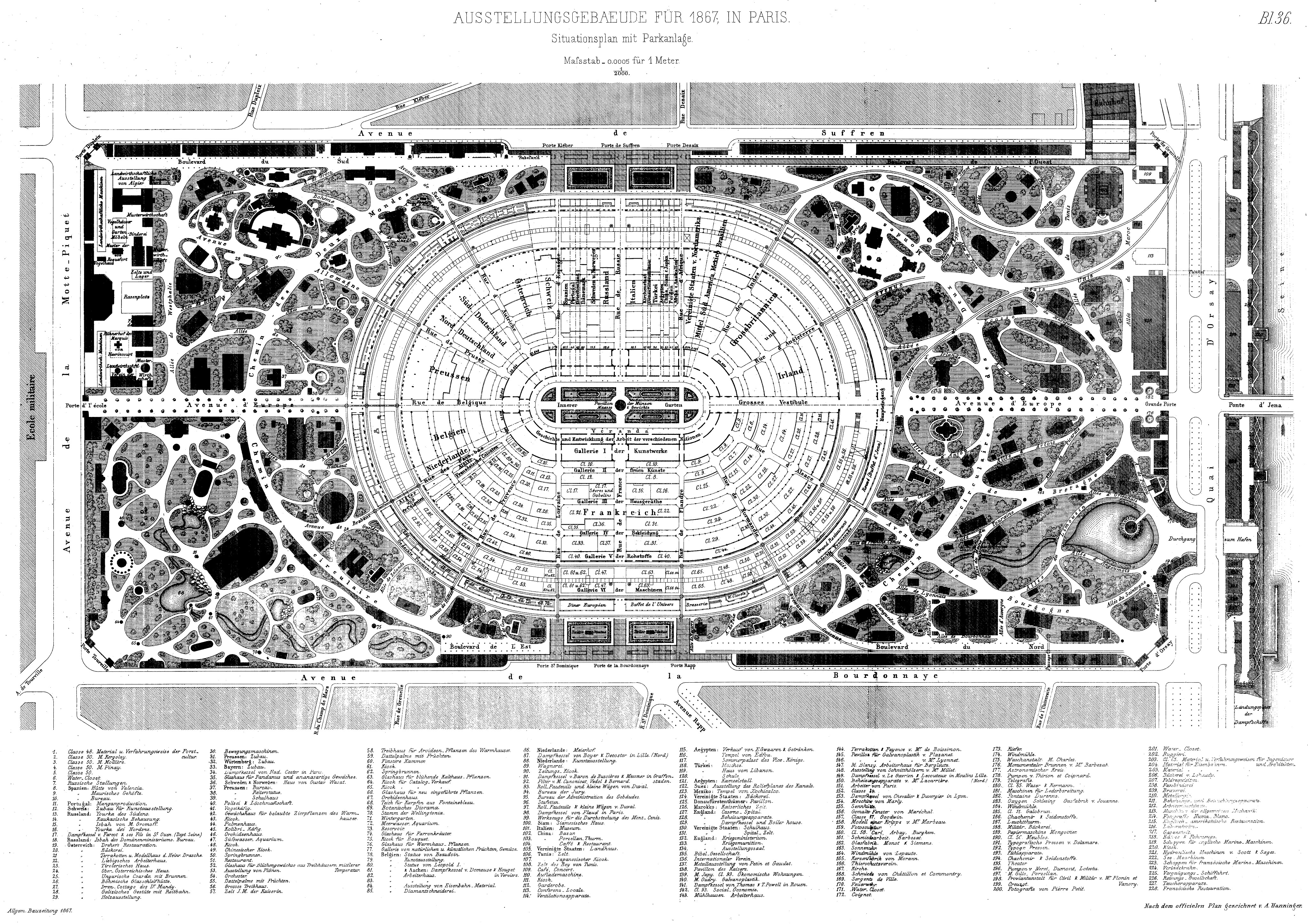
План выставочной площадки 1867 года
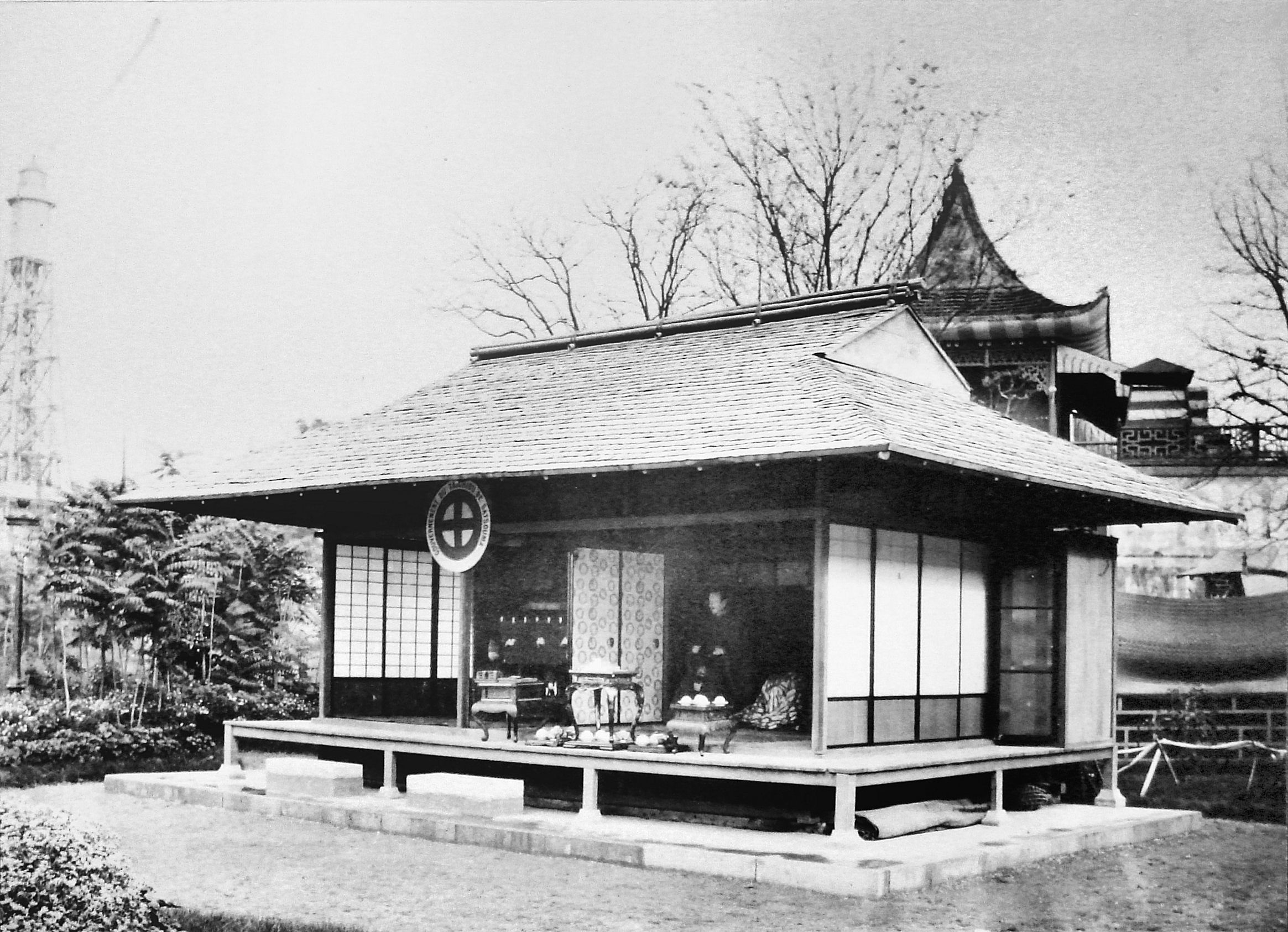
Японский павильон
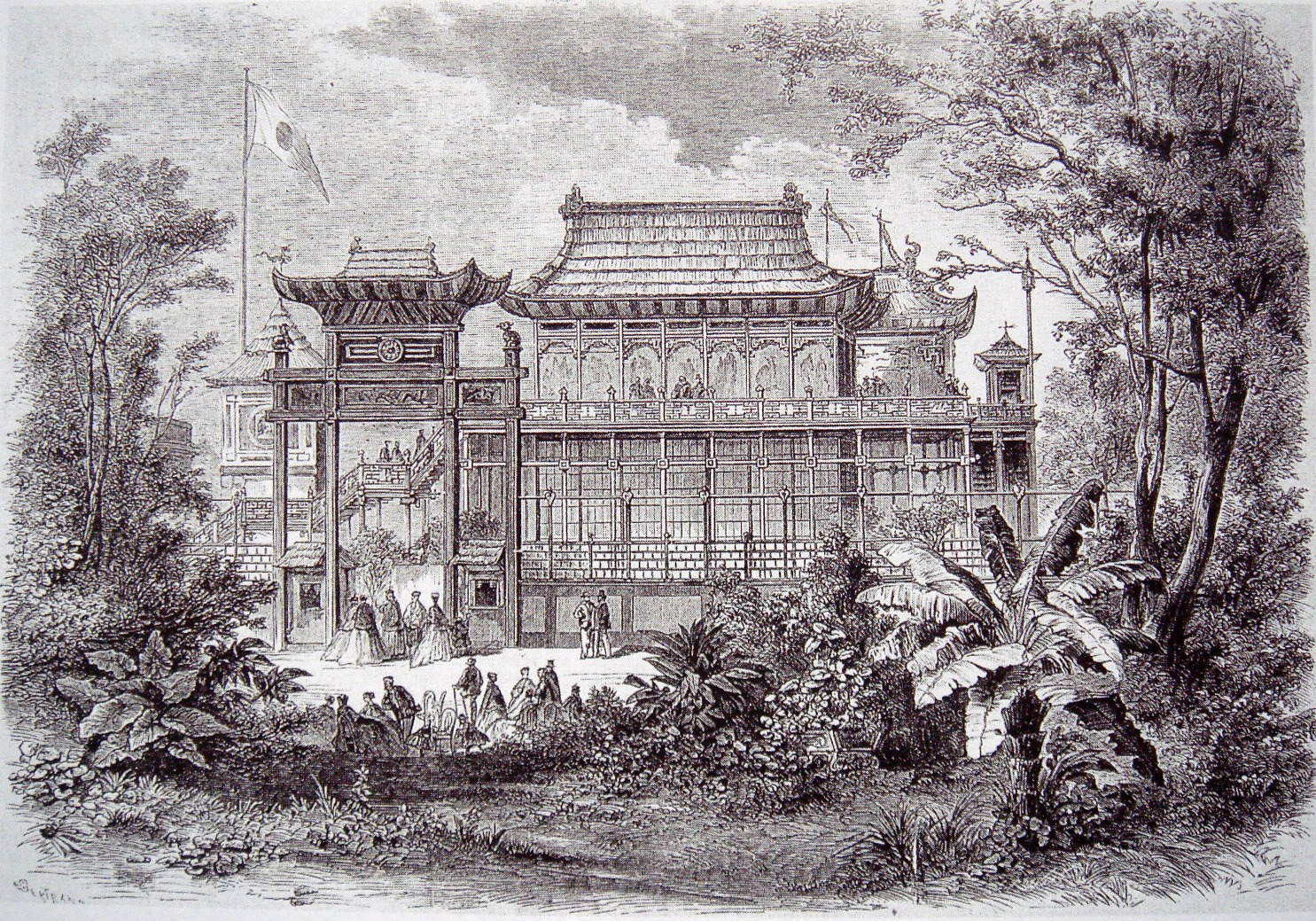
Китайский павильон
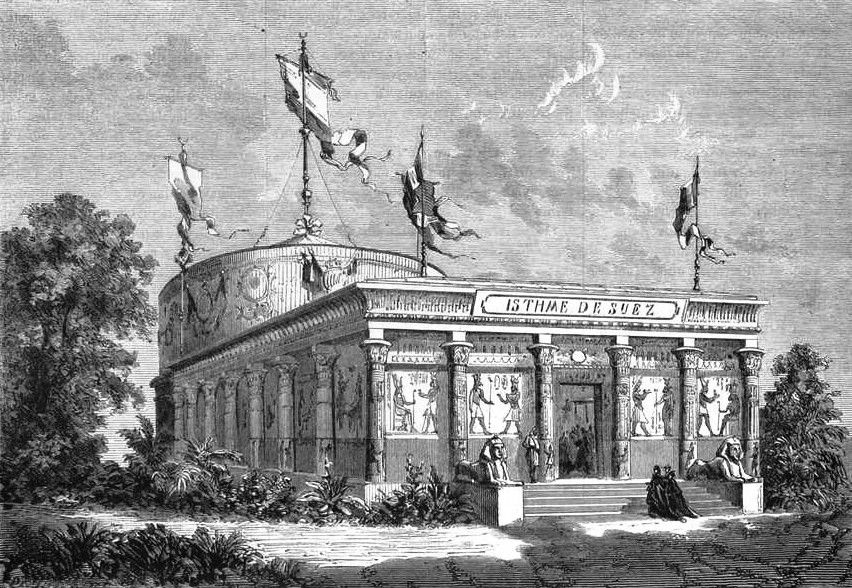
Египетский павильон
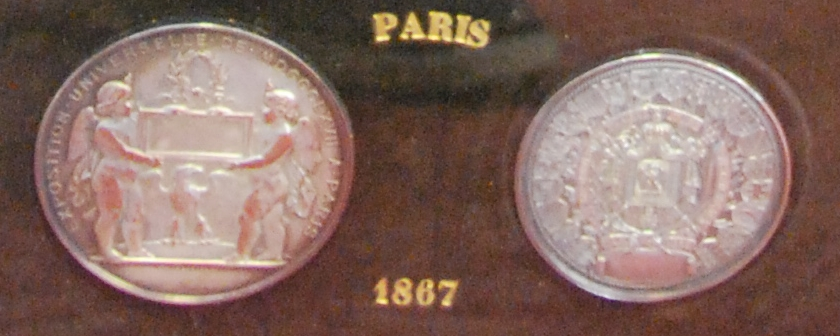
Медаль выставки 1867 года